# سلمان الخلیفه
سلمان الخلیفه (انگلیسی: Salman Al-Khalifa) تیرانداز اهل بحرین است. وی در بازی‌های المپیک تابستانی ۱۹۸۴ شرکت کرده‌است.